# 李爾公司

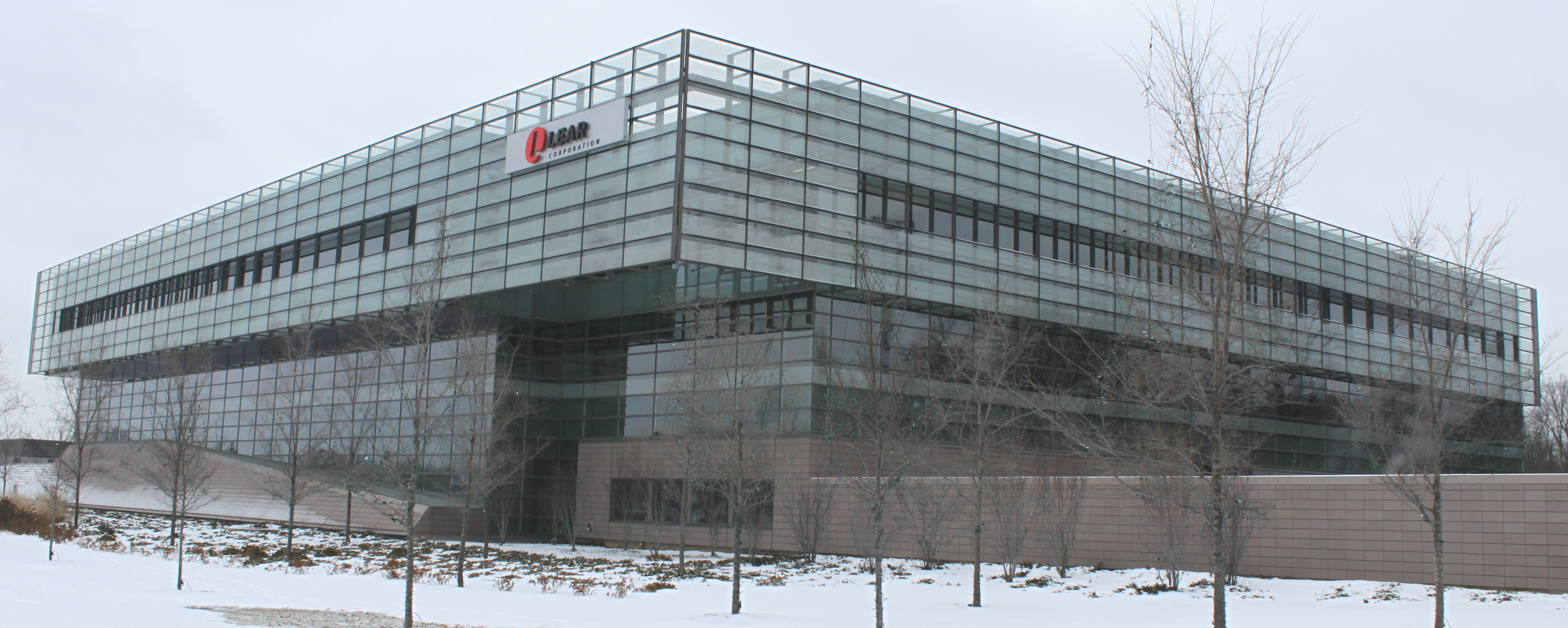
李爾公司總部

李尔公司是美國一家生产汽车座椅以及汽车电气系统的公司 ，成立于1917年，总部位于美国密歇根州绍斯菲尔德。2020年代初，該公司在全球38个国家拥有超过300个分支机构，在34个国家建立了284个组装厂。